# Brama Gdańska w Bydgoszczy
Brama Gdańska w Bydgoszczy – historyczna brama miejska wchodząca w skład fortyfikacji miejskich w Bydgoszczy. Została rozebrana w początkach XIX wieku przez władze pruskie.

## Historia

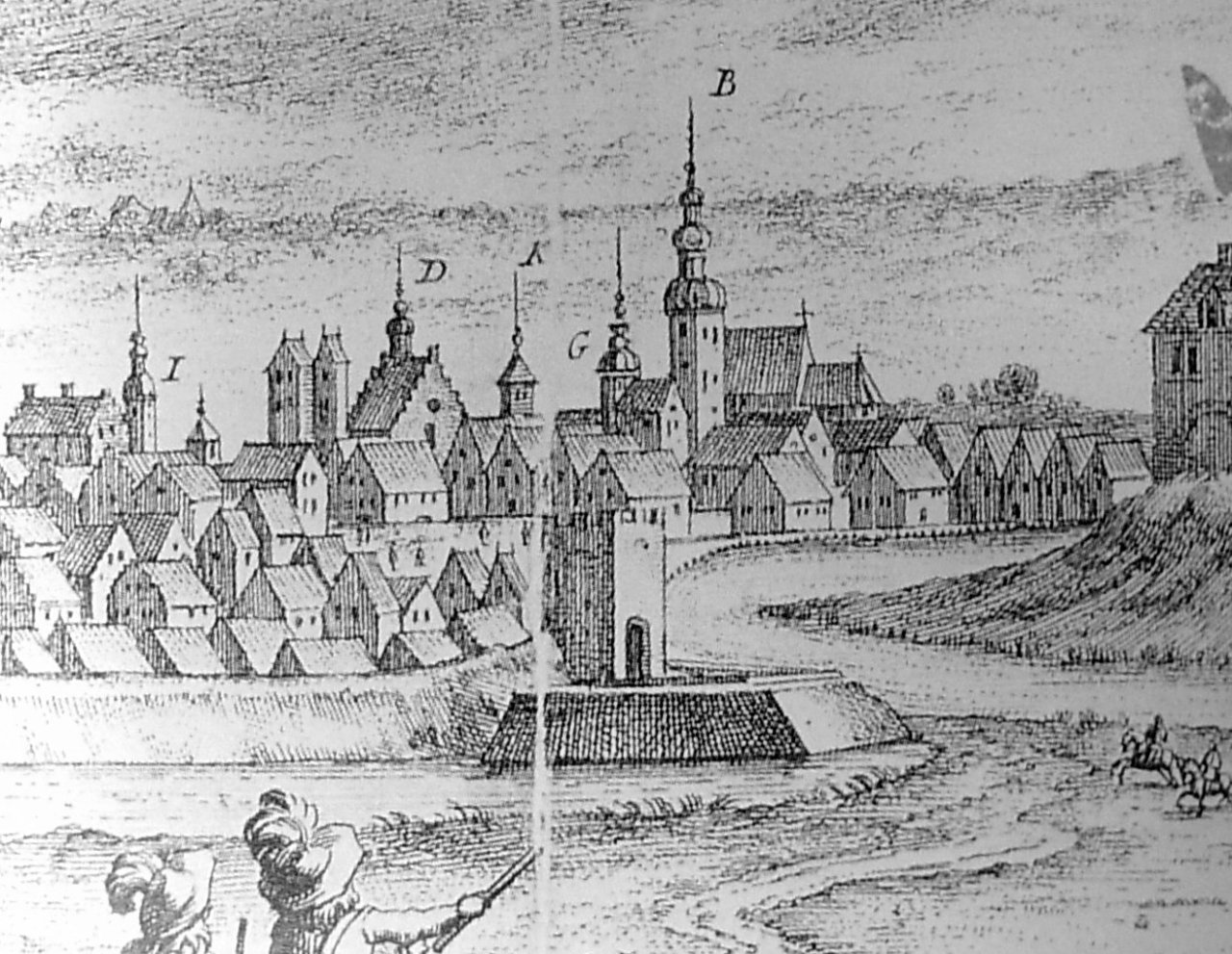
Brama Gdańska na sztychu Bydgoszczy Erika Dahlberga z 1657 r. Widnieje w tle, oznaczona literami K G lub też dwie wieże na lewo od kościoła karmelitów D. Na pierwszym planie Brama Kujawska

Brama Gdańska – nazywana także Spichlerną, Wodną lub Karmelicką, wzniesiona została w północnej części miasta, na lewym brzegu rzeki. Zadaniem budowli była ochrona mostu przez Brdę oraz dróg wylotowych z miasta prowadzących w kierunku Gdańska, Koronowa i Świecia.
Brama Gdańska nie jest zbyt dobrze przedstawiona na ikonografii (np. rysunku Erika Dahlberga z 1657 r.), natomiast widnieje na planach kartograficznych z XVIII-XIX wieku jako dwie czworoboczne budowle zlokalizowane naprzeciw kościoła Klarysek.
Brama położona była u zbiegu dzisiejszych ulic: Mostowej i Marszałka Focha. Na podstawie dostępnych obecnie źródeł można wnioskować, że była to brama o przejeździe umieszczonym między dwoma półokrągłymi wieżami.
Pierwsza wzmianka pisana o Bramie Gdańskiej pochodzi z 1584 roku, aczkolwiek można przypuszczać, że wzniesiono ją o wiele wcześniej – w formie drewnianej prawdopodobnie w II połowie XIV wieku, a murowanej – wiek później. Mogła się znajdować zarówno na prawym, jak i lewym brzegu Brdy. Zniszczona wskutek pożaru w 1547 roku została w II połowie XVI wieku odbudowana w miejscu, które dokumentują późniejsze plany kartograficzne. Następnie remontowano ją w 1634 r. i po potopie szwedzkim.
Brama Gdańska stanowiła północny węzeł obronny Bydgoszczy wraz z murami otaczającymi kompleks klasztoru karmelitów oraz spichrzy miejskich.
30 października 1657 roku Bramą Gdańską odbył się uroczysty wjazd do Bydgoszczy orszaków: króla Jana Kazimierza z małżonką Ludwiką Marią Gonzagą oraz elektora brandenburskiego i księcia Prus Książęcych Wilhelma Hohenzzolerna wraz z małżonką Ludwiką Henryką.
Monarchowie spotkali się aby ostatecznie uzgodnić traktaty welawsko-bydgoskie.
Podczas Powstania Kościuszkowskiego 2 października 1794 r. w pobliżu Bramy Gdańskiej rozgrywały się zacięte walki polsko-pruskie. Artyleria wojska polskiego dowodzonego przez generała Henryka Dąbrowskiego śmiertelnie raniła dowódcę wojsk pruskich płk. Johanna Szekelego.
Po zajęciu miasta przez Prusy budowla niepotrzebna już ze względów militarnych pełniła jeszcze jakiś czas rolę rogatki miejskiej, przy której pobierano podatek wjazdowy.
Ostateczna rozbiórka bramy nastąpiła w 1817 r. podobnie jak wielu innych fragmentów murów miejskich w Bydgoszczy.

## Charakterystyka
Brama Gdańska miała dość rzadko spotykany kształt na terenach Polski, gdyż przejazd umieszczono między dwoma półokrągłymi wieżami.
Na starych planach kartograficznych wieże mają półokrągły rzut oraz wymiary 6 × 5 metrów.
Szerokość przejazdu wynosiła 5 metrów. Ze źródeł pisanych wynika, że przejazd był brukowany, a brama wyposażona była w dwuskrzydłowe wrota z zamkiem.
Nie jest znana wysokość wież, ale drogą analogii do podobnych budowli można założyć, że miały one dwie kondygnacje oraz poddasze.
Od strony zachodniej brama łączyła się z murem otaczającym zwarty kompleks klasztoru karmelitów, natomiast od wschodu przylegał kompleks spichrzy miejskich broniony przez mur i palisadę.

## Badania archeologiczne
Relikty fundamentów Bramy Gdańskiej odkryto podczas ratowniczych badań archeologicznych prowadzonych w trakcie przebudowy ulicy Focha na przełomie 2008 i 2009 roku.